# Bickenalbtal
Bickenalbtal este o arie protejată (sit de importanță comunitară — SCI, arie de protecție specială avifaunistică — SPA) din Germania întinsă pe o suprafață de 288 ha, integral pe uscat.

## Localizare
Centrul sitului Bickenalbtal este situat la coordonatele 49°10′53″N 7°19′53″E / 49.1814°N 7.3314°E.

## Înființare
Situl Bickenalbtal a fost declarat arie de protecție specială avifaunistică în octombrie 2000.

## Biodiversitate
Situată în ecoregiunea continentală, aria protejată conține 8 habitate naturale: Lacuri eutrofice naturale cu vegetație de tip Magnopotamion sau Hydrocharition, Pajiști uscate seminaturale și facies de acoperire cu tufișuri pe substraturi calcaroase (Festuco-Brometalia) (* situri importante pentru orhidee), Pajiști cu Molinia pe soluri calcaroase, turboase sau argilos-nămoloase (Molinion caeruleae), Liziere de ierburi înalte hidrofile de câmpie și de nivel montan până la alpin, Fânețe de joasă altitudine (Alopecurus pratensis, Sanguisorba officinalis), Păduri de fag Asperulo-Fagetum, Păduri de stejar sau de stejar și carpen sub-atlantice și medio-europene de Carpinion betuli, Păduri aluvionare cu Alnus glutinosa și Fraxinus excelsior (Alno-Padion, Alnion incanae, Salicion albae).
La baza desemnării sitului se află mai multe specii protejate:
- păsări (5): pescăruș albastru (Alcedo atthis), presură sură (Emberiza calandra), sfrâncioc roșiatic (Lanius collurio), gaia neagră (Milvus migrans), gaia roșie (Milvus milvus)
- amfibieni (1): triton cu creastă (Triturus cristatus)
- nevertebrate (3): fluturele auriu (Euphydryas aurinia), fluturele purpuriu (Lycaena dispar), Unio crassus
- pești (1): zglăvoacă (Cottus gobio)

Pe lângă speciile protejate, pe teritoriul sitului au mai fost identificate 21 de specii de plante, 9 specii de nevertebrate, 3 specii de reptile.